# Futbalový štadión Šaľa
Futbalový štadión Šaľa – stadion sportowy w mieście Šaľa, na Słowacji. Obiekt może pomieścić 8000 widzów. Swoje spotkania rozgrywają na nim piłkarze klubu FK Slovan Duslo Šaľa.